# Canton de Doulaincourt-Saucourt
Le canton de Doulaincourt-Saucourt est une ancienne division administrative française située dans le département de la Haute-Marne et la région Champagne-Ardenne.

## Géographie
Ce canton était organisé autour de Doulaincourt-Saucourt dans l'arrondissement de Saint-Dizier. Son altitude  moyenne est de 251 m.

## Histoire
- Le canton se nommait canton de Donjeux, jusqu'au décret du 17 février 1834.
- En février 2013 la commune de Pautaines-Augeville a été transférée du canton de Doulaincourt-Saucourt au canton de Poissons[1] afin de préparer sa fusion avec la commune d'Épizon[2].

## Représentation

### Conseillers d'arrondissement (de 1833 à 1940)
Le canton de Doulaincourt appartenait à l'Arrondissement de Wassy jusqu'à sa disparition en 1926.
| Période                                  | Période      | Identité                                        | Étiquette    | Qualité |
| ---------------------------------------- | ------------ | ----------------------------------------------- | ------------ | --- |
| 1833                                     | 1838 (décès) | Louis Raulot (1791-1838)                        |              | Maitre de forges, propriétaire du château, maire de Donjeux                                                 |
| 1839                                     | 1845         | René-Armand Peltereau-Villeneuve                | Conservateur | Ancien magistrat, maitre de forges à Donjeux - Député (1842-1848 et 1871-1876)                              |
| 1845                                     | 1848         | François Charles Guénard de La Tour (1789-1858) |              | Ancien capitaine grenadier de la Garde impériale, maitre de forges, propriétaire à Saucourt-sur-Rognon      |
|                                          |              |                                                 |              | |
| 1889                                     | 1919         | Lucien-Maximilien Labiche                       | Monarchiste  | Notaire à Donjeux                                                                                           |
| 1919                                     | 1925         | M. Catherinet                                   |              | |
| 1925                                     | 1940         | Henri Marché                                    |              | Agriculteur à Doulaincourt                                                                                  |
| 1940                                     |              |                                                 |              | Les conseils d'arrondissement ont été suspendus par la loi du 12 octobre 1940 et n'ont jamais été réactivés |
| Les données manquantes sont à compléter. |              |                                                 |              | |

### Conseillers généraux de 1833 à 2015
| Période | Période      | Identité                                | Étiquette    | Qualité                                                             |
| ------- | ------------ | --------------------------------------- | ------------ | ------------------------------------------------------------------- |
| 1833    | 1858         | François Bertrand (1790-1876)           |              | Juge de paix, maire de Maconcourt                                   |
| 1858    | 1877 (décès) | Jean-Baptiste Etienne Pasquier-Delignon | Droite       | Propriétaire, notaire                                               |
| 1877    | 1886         | Nicolas Pasquier-Tisserand              | Républicain  | Propriétaire, maire de Chamarandes                                  |
| 1886    | 1921 (décès) | Jules Peltereau-Villeneuve              | Conservateur | Avocat, magistrat, maire de Donjeux                                 |
| 1921    | 1933 (décès) | Raymond Royer                           | Rad.         | Agriculteur et négociant en bois, maire de Donjeux                  |
| 1933    | 1940         | André Calloud                           | URD          | Notaire à Doulaincourt Nommé conseiller départemental en 1943       |
|         |              |                                         |              |                                                                     |
| 1945    | 1958         | André Jacquemin (1896-1981)             | DVD-RPF      | Maire de Saucourt                                                   |
| 1958    | 1982         | Jules Bugnot                            | Rad. puis RI | Constructeur de machines agricoles Maire de Bettaincourt-sur-Rognon |
| 1982    | 1988         | Guy Oudin                               | DVD          | Agriculteur, maire de Pautaines-Augeville                           |
| 1988    | 2015         | Thierry Delong                          | RPR puis UMP | Pharmacien Conseiller municipal de Doulaincourt-Saucourt            |

## Composition
Le canton de Doulaincourt-Saucourt regroupait 11 communes et comptait 3 963 habitants (recensement de 2008 sans doubles comptes).
| Communes                | Population (2012) | Code postal | Code Insee |
| ----------------------- | ----------------- | ----------- | ---------- |
| Roches-Bettaincourt     | 598               | 52270       | 52044      |
| Cerisières              | 92                | 52320       | 52091      |
| Domremy-Landéville      | 80                | 52270       | 52173      |
| Donjeux                 | 405               | 52300       | 52175      |
| Doulaincourt-Saucourt   | 1 003             | 52270       | 52177      |
| Gudmont-Villiers        | 355               | 52320       | 52230      |
| Mussey-sur-Marne        | 339               | 52300       | 52346      |
| Rouécourt               | 58                | 52320       | 52436      |
| Rouvroy-sur-Marne       | 348               | 52300       | 52440      |
| Saint-Urbain-Maconcourt | 659               | 52300       | 52456      |
| Vaux-sur-Saint-Urbain   | 43                | 52300       | 52511      |

## Démographie
| 1962  | 1968  | 1975  | 1982  | 1990  | 1999  | 2009  |
| ----- | ----- | ----- | ----- | ----- | ----- | ----- |
| 4 483 | 4 727 | 4 589 | 4 660 | 4 259 | 4 007 | 3 963 |